# Norvég labdarúgó-bajnokság (másodosztály)
Az OBOS-ligaen (más néven divisjon 1.) a norvég labdarúgás második legmagasabb osztálya. A bajnokságot 1948-ban alapították és jelenleg 16 csapat alkotja.

## Jelenlegi résztvevők
| Klub         | Legutóbbi szezon  |
| ------------ | ----------------- |
| Bryne        | 11.               |
| Fredrikstad  | 10.               |
| Hødd         | 1. (2. divisjon)  |
| Jerv         | 16. (Eliteserien) |
| KFUM Oslo    | 4.                |
| Kongsvinger  | 6.                |
| Kristiansund | 15. (Eliteserien) |
| Mjøndalen    | 9.                |
| Moss         | 1. (2. divisjon)  |
| Ranheim      | 8.                |
| Raufoss      | 12.               |
| Sandnes Ulf  | 5.                |
| Skeid        | 14.               |
| Sogndal      | 7.                |
| Start        | 3.                |
| Åsane        | 13.               |

## Gólkirályok
| Szezon | Gólkirály, klub                      | Gól |
| ------ | ------------------------------------ | --- |
| 2022   | Bård Finne (Brann)                   | 16  |
| 2022   | Gift Orban (Stabæk)                  | 16  |
| 2021   | Oscar Aga (Grorud)                   | 24  |
| 2020   | Henrik Udahl (Åsane)                 | 19  |
| 2019   | Pontus Engblom (Sandefjord)          | 19  |
| 2018   | Tommy Høiland (Viking)               | 21  |
| 2017   | Kristian Opseth (Bodø/Glimt)         | 28  |
| 2016   | Pontus Engblom (Sandnes Ulf)         | 26  |
| 2015   | Pontus Engblom (Sandnes Ulf)         | 17  |
| 2015   | Robert Stene (Ranheim)               | 17  |
| 2014   | Pål Alexander Kirkevold (Sandefjord) | 19  |
| 2013   | Jo Sondre Aas (Ranheim)              | 18  |
| 2012   | Martin Wiig (Sarpsborg 08)           | 20  |
| 2011   | Vegard Braaten (Alta)                | 18  |
| 2010   | Marius Helle (Bryne)                 | 17  |
| 2009   | Thomas Sørum (Haugesund)             | 24  |
| 2008   | Kovács Péter (Odd)                   | 22  |
| 2007   | Kenneth Kvalheim (Notodden)          | 23  |
| 2006   | Mattias Andersson (Strømsgodset)     | 19  |
| 2005   | Daniel Nannskog (Stabæk)             | 27  |
| 2004   | Paul Oyuga (Bryne)                   | 18  |
| 2003   | Markus Ringberg (Fredrikstad)        | 19  |
| 2002   | Morten Gamst Pedersen (Tromsø)       | 18  |
| 2001   | Bala Garba (Haugesund)               | 18  |
| 2001   | Marino Rahmberg (Raufoss)            | 18  |

## Külső hivatkozások
- Norvég Labdarúgó-szövetség